# San Girolamo leggente in un paesaggio
San Girolamo leggente in un paesaggio è un dipinto di Giovanni Bellini. Eseguito probabilmente tra il 1480 e il 1485, è conservato nella National Gallery di Londra.

## Descrizione
Il dipinto, attribuito a volte a un seguace, raffigura san Girolamo nel suo ritiro nel deserto siriano, durante il quale tradusse la Bibbia in latino. In sua compagnia è mostrato il leone dalla cui zampa il santo estrasse una spina. In lontananza si intravede una città simile per aspetto alle città murate dell'entroterra veneto.
Sono note anche altre versioni dell'opera.